# Дорохов, Александр Евгеньевич
Александр Евгеньевич Дорохов (29 мая 1956 года — 14 июня 2021 года) — российский физик-теоретик, доктор физико-математических наук (1993), ведущий научный сотрудник Лаборатории теоретической физики им. Н. Н. Боголюбова ОИЯИ.

## Биография
Родился 29.05.1956.
С 1978 г. в Лаборатории теоретической физики им. Н. Н. Боголюбова ОИЯИ: аспирант, младший научный сотрудник, старший и ведущий научный сотрудник.
В 1982 г. защитил кандидатскую диссертацию на тему «Свойства адронов в подходе квазинезависимых кварков».
В 1992 году защитил докторскую диссертацию на тему «Структура адронов в кварковой модели с взаимодействием кварков через вакуум кхд». Доктор физико-математических наук (1993).
С 1 марта 2009 по 28 февраля 2015 по совместительству главный научный сотрудник Института теоретических проблем микромира имени Н. Н. Боголюбова МГУ имени М. В. Ломоносова.

## Научные интересы
- глубоконеупругое рассеяние с участием неполяризованных и поляризованных частиц;
- квантовая хромодинамика и непертурбативные подходы;
- редкие распады мезонов и проверка стандартной модели;
- модель инстантонного вакуума КХД;
- физика элементарных частиц при высоких и низких энергиях.

Научный вклад (на 2018 год): 123 статьи, 1 доклад на конференции, 1 НИР, 2 членства в редколлегиях журналов, 1 членство в диссертационном совете, 5 диссертаций. Количество цитирований статей в журналах по данным Web of Science: 1459, Scopus: 1385
С 4 апреля 2013 г. член редколлегии журнала «Физика элементарных частиц и атомного ядра».

## Сочинения

### Диссертации
- Свойства адронов в подходе квазинезависимых кварков : диссертация … кандидата физико-математических наук : 01.04.02. — Дубна, 1982. — 94 с. : ил.
- Структура адронов в кварковой модели с взаимодействием кварков через вакуум КХД : диссертация … доктора физико-математических наук : 01.04.02. — Дубна, 1992. — 209 с.

### Сообщения ОИЯИ
- Расчёт спектра мезонов в кварковой модели. — Дубна : ОИЯИ, 1979. — 8 с.; 21 см. — (Сообщения Объединённого института ядерных исследований; Р2-12159).
- Light cone distribution amplitudes of pseudoscalar mesons within the chiral quark model / A. E. Dorokhov, M. K. Volkov, V. L. Yudichev. — Дубна : Объед. ин-т ядер. исслед., 2001. — 15 с. : ил.; 22 см. — (Объединённый институт ядерных исследований, Дубна; Е4-2001-162).
- Pion distribution amplitude within the instanton model / I. V. Anikin, A. E. Dorokhov, L. Tomio. — Дубна : Объед. ин-т ядер. исслед., 1999. — 18 с. : ил.; 21 см. — (Объединённый институт ядерных исследований, Дубна; E2-99-339).